# Susan Sideropoulos

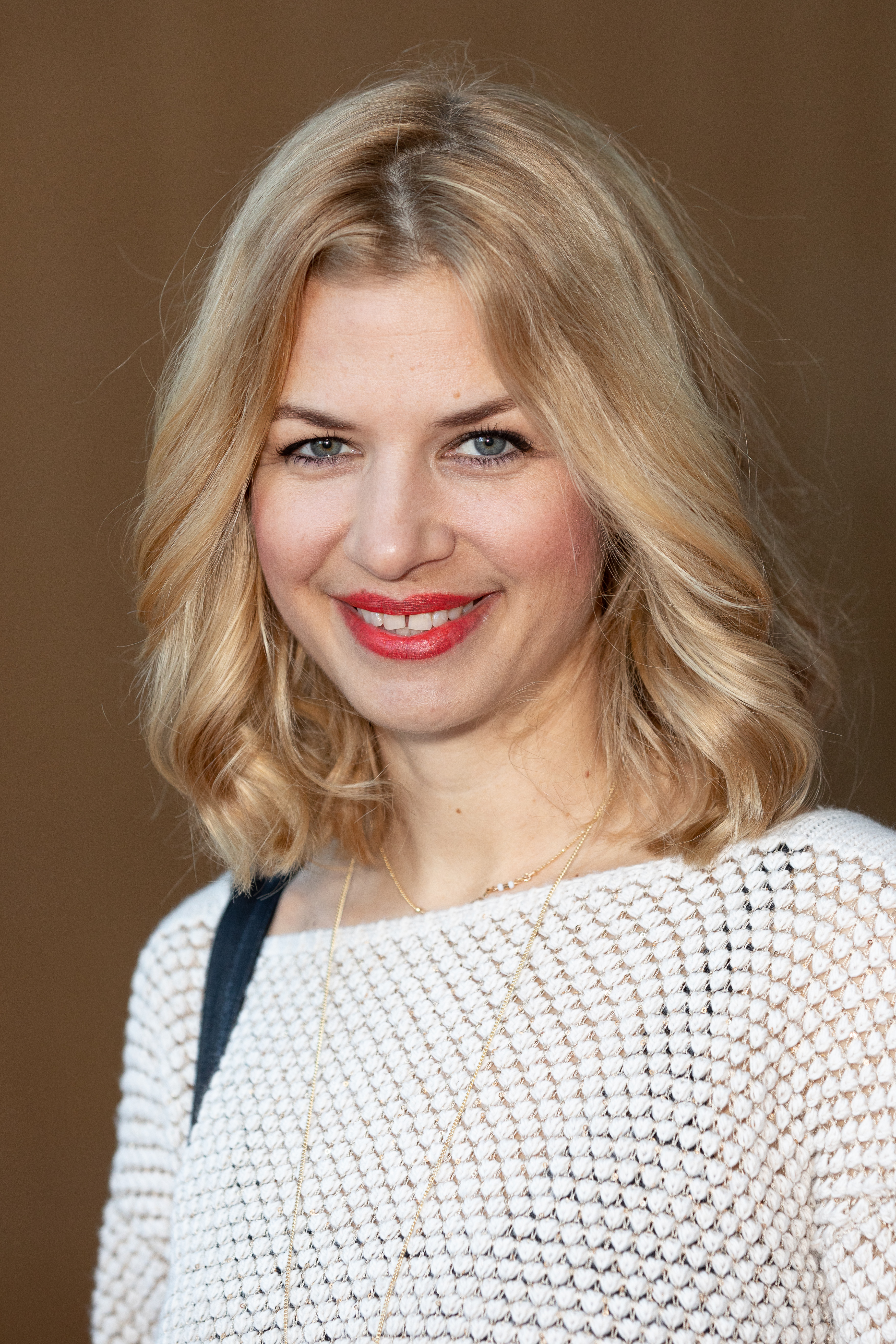
Susan Sideropoulos (2019)

Susan Sideropoulos (* 14. Oktober 1980 in Hamburg; bürgerlich seit 2005 Susan Shtizberg) ist eine deutsche Schauspielerin und Fernsehmoderatorin. Sie wurde 2001 als Verena Koch in der Seifenoper Gute Zeiten, schlechte Zeiten bekannt.

## Leben
Susan Sideropoulos wurde 1980 in Hamburg geboren. Ihr Geburtsname (Σιδηρόπουλος, griechische Aussprache Sidiropoulos) stammt von ihrem griechischen Vater. Die jüdischen Großeltern mütterlicherseits waren 1934 aus Hamburg nach Palästina emigriert und mit ihrer in Israel geborenen Tochter Mitte der 1950er Jahre nach Hamburg zurückgekehrt. Dort erinnern zwei Stolpersteine an ihre Urgroßeltern, den Bankier Alphons Abel und seine Frau Martha, die 1942 von den Nationalsozialisten ins KZ Theresienstadt deportiert und in der Folge ermordet wurden.
Sideropoulos’ Eltern betrieben ein italienisches Restaurant. Sie wuchs mit jüdischen Werten und Traditionen, dem Feiern wichtiger jüdischer Festtage und Synagogenbesuchen auf, ohne sich als strengreligiös zu bezeichnen. Ihre Kindheit verbrachte Sideropoulos in der Nähe von Thessaloniki in Griechenland. In einem jüdischen Feriencamp lernte sie mit 15 Jahren Jakob Shtizberg kennen, mit dem sie seit Ende 2005 standesamtlich verheiratet ist. 2006 heirateten sie nach jüdischem Ritus. Sie leben in Berlin und haben zwei Söhne (* 2010 und 2011).

## Karriere

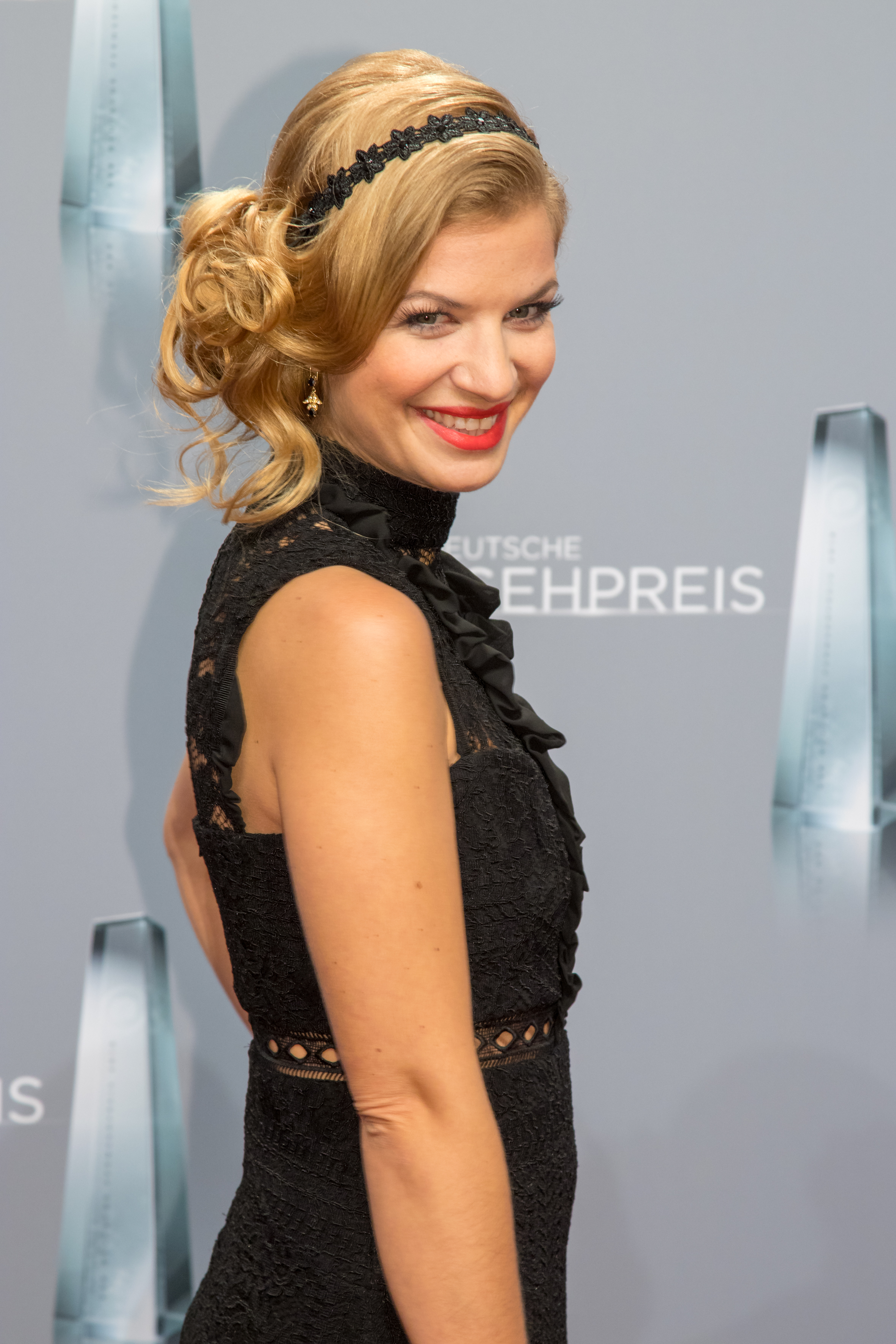
Susan Sideropoulos, 2018

Nach ihrem Abitur studierte Sideropoulos Schauspiel an der Hamburger Stage School Dance & Drama. Von 2001 bis 2011 spielte sie bei Gute Zeiten, schlechte Zeiten die Rolle der Verena Koch. Ab Herbst 2005 moderierte sie bei RTL gelegentlich mit Henry Gründler die Comedy-Nachrichtensendung Freitag Nacht News und von Januar bis April 2006 im 14-täglichen Wechsel mit Ole Tillmann die Musiksendung Top of the Pops. Im selben Jahr war sie in einer Nebenrolle in Im Namen des Gesetzes zu sehen. Im Jahr darauf nahm sie an der zweiten Staffel der Tanzshow Let’s Dance teil und siegte mit ihrem Partner Christian Polanc.
Im Oktober 2007 war sie bei den Nick Kids’ Choice Awards in der Kategorie Lieblingsschauspielerin nominiert. Im März 2008 führte sie durch The Dome 45. Ab April 2008 war sie wöchentlich samstags in der RTL-Sketchshow WunderBar in sieben Folgen zu sehen. Im Oktober wurde sie für den Deutschen Comedypreis in der Kategorie Beste Schauspielerin nominiert. 2009 trat sie in der Folge Alte Freunde der Serie Alarm für Cobra 11 als Polizistin auf. 2010 war sie in einem Werbefilm für Shampoo zu sehen.
2012 und 2013 war sie Jurorin bei Jewrovision in München. Im August 2012 löste sie zusammen mit Yared Dibaba die niederländische Moderatorin Linda de Mol bei der Neuauflage von Traumhochzeit ab. 2013 spielte sie in der ZDF-Serie Küstenwache mit. Im Dezember 2013 trat sie als Kandidatin bei Let’s Dance – Let’s Christmas an. Im Februar 2015 nahm sie an der VOX-Sendung Promi Shopping Queen teil.
Ab Herbst 2015 verkörperte sie die Hauptrolle in der Sat.1-Daily-Soap Mila, die wegen schwacher Quoten nach 10 Folgen an den Schwestersender sixx abgegeben wurde. Sie war ab Herbst 2015 auf Sat.1 bei Got to Dance Kids, einem Ableger der auf ProSieben ausgestrahlten Show Got to Dance zu sehen.
In der Saison 2016 übernahm sie in einer Inszenierung von Der Schatz im Silbersee bei den Karl-May-Spielen in Bad Segeberg die Rolle der Ellen Patterson. Im Juli 2019 nahm sie im Schmetterlingskostüm an der ersten Staffel der ProSieben-Sendung The Masked Singer teil. Anfang 2023 kehrte sie für kurze Zeit zu Gute Zeiten, schlechte Zeiten zurück, wo sie bis April 2023 die Rolle der Sarah Moreno spielte. Im September 2023 wirkte sie bei Die Verräter – Vertraue Niemandem! mit. Im Dezember 2024 trat Sideropoulos bei Stars in der Manege auf.

## Ehrenamtliches Engagement
Sideropoulos ist Botschafterin des christlichen Kinder- und Jugendwerks Die Arche. Außerdem unterstützt sie das RTL-Kinderhaus in Berlin-Friedrichshain und den Verein Herzenswünsche e. V. (Münster) für schwer erkrankte Kinder. Zudem engagierte sie sich als Botschafterin des Integrationswettbewerbes Alle Kids sind VIPs der Bertelsmann Stiftung.
Sie ist Vegetarierin und warb für eine Vegetarismuskampagne der Tierrechtsorganisation PETA. Anlässlich des Internationalen Tag des Gedenkens an die Opfer des Holocaust im Januar 2021 spielte sie eine Rolle in nachgestellten Szenen bei Jeder Vierte, einem interaktiven Projekt gegen Antisemitismus der Axel Springer SE.

## Filmografie
- 2001–2011, 2023: Gute Zeiten, schlechte Zeiten (Fernsehserie)
- 2002: Problemzone Mann (Fernsehfilm)
- 2006: Hammer & Hart (Fernsehfilm)
- 2006: Im Namen des Gesetzes (Fernsehserie, Episode 15x03)
- 2008: WunderBar (Sketch-Comedy, 7 Episoden)
- 2009: Alarm für Cobra 11 – Die Autobahnpolizei (Fernsehserie, Episode 26x07)
- 2013: Küstenwache (Fernsehserie, Episode 16x04)
- 2013: Familie Undercover (Fernsehserie, 7 Episoden)
- 2013: Der Minister (Fernsehfilm)
- 2013: Danni Lowinski (Fernsehserie, Episode 4x09)
- 2013: Willkommen im Club (Fernsehfilm)
- 2014: Schmidt – Chaos auf Rezept (Fernsehserie, 2 Episoden)
- 2015: Der Staatsanwalt (Fernsehserie, Episode 10x04)
- 2015: Verliebt, verlobt, vertauscht (Fernsehfilm)
- 2015: Mila (Soap)[22]
- 2016: Gut zu Vögeln
- 2017: Triple Ex (Fernsehserie, Episode 1x07)
- 2017–2018: Löwenzahn (Fernsehserie, 2 Episoden)
- 2017: SOKO Stuttgart (Episode 9x01)
- 2018: Einstein (Fernsehserie, Episode 2x07)
- 2018: Genial daneben – Das Quiz (Quizsendung, eine Episode)
- 2018: SOKO Köln (Fernsehserie, Episode 15x08)
- 2018: SOKO München (Fernsehserie, Episode 44x03)
- 2019: The Masked Singer
- 2019: Jenny – echt gerecht (Fernsehserie, Episode 2x01)
- 2020: Schwester, Schwester – Hier liegen sie richtig (Fernsehserie, Episode 1x08)
- 2021: Schalom und Hallo (ARD-Sendung über jüdisches Leben in Deutschland)
- 2021: Comedy Märchenstunde (TV-Show)[23]
- 2022: Bettys Diagnose (Fernsehserie, Episode 8x16)
- 2022, 2023: Leon – Glaub nicht alles, was du siehst, Kämpfe um deine Liebe (Fernsehserie)[24]
- 2022: Showtime of my Life – Stars gegen Krebs (Fernsehsendung)
- 2023, 2024: Die Verräter – Vertraue Niemandem! (Reality-Spielshow)
- 2024: Das große Promibacken
- 2024: Mein Mann kann

## Bücher
- Rosarotes Glück : setz doch mal die rosarote Brille auf! Gräfe und Unzer, München 2021, ISBN 978-3-8338-7821-3.
- Das Leben schwer nehmen ist einfach zu anstrengend. Gräfe und Unzer, München 2023, ISBN 978-3-8338-8877-9.